# Special Olympics World Summer Games 2003
Die 11. Special Olympics World Summer Games fanden vom 21. bis 29. Juni 2003 in Dublin, Republik Irland, und Belfast, Nordirland, statt. Es waren die ersten Special Olympics World Summer Games, die außerhalb der USA veranstaltet wurden.

## Austragungsorte und Sportarten

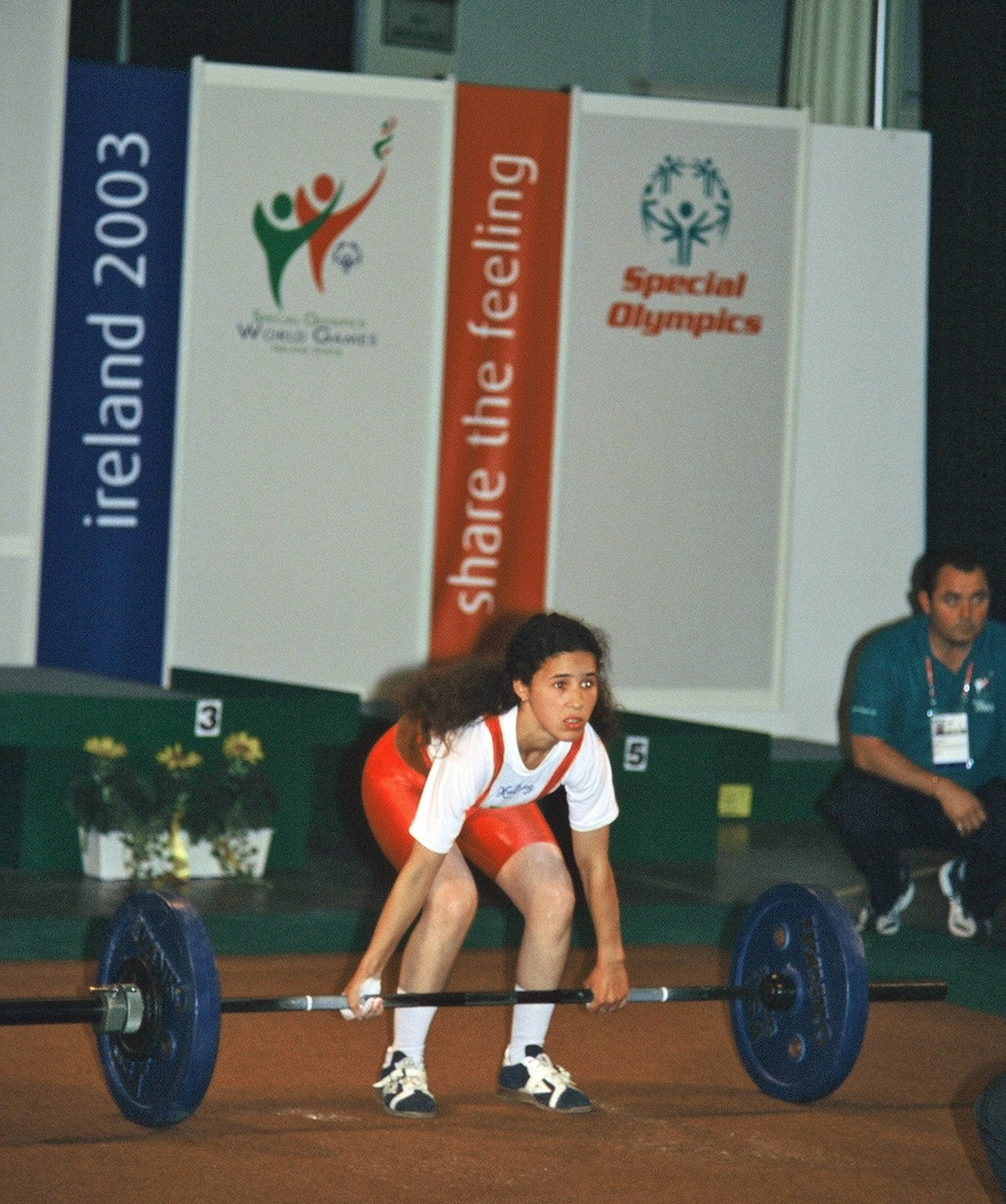
Kraftdreikampf der Frauen bei den Special Olympics World Summer Games 2003

1999 erhielt Special Olympics Irland den Zuschlag für die Ausrichtung der 11. Special Olympics World Summer Games. Sie wurden vom 21. bis 29. Juni 2003 in 27 Sportarten in Dublin, Republik Irland, und Belfast, Nordirland, veranstaltet. Damit fanden erstmals Special Olympics World Summer Games außerhalb der USA statt.
27 Sportarten wurden angeboten, unter anderem:
- Schwimmen (Special Olympics)
- Leichtathletik (Special Olympics)
- Badminton (Special Olympics)
- Basketball (Special Olympics)
- Boccia (Special Olympics)
- Bowling (Special Olympics)
- Radsport (Special Olympics)
- Reiten (Special Olympics)
- Fußball (Special Olympics)
- Golf (Special Olympics)
- Turnen (Special Olympics)
- Rhythmische Gymnastik
- Handball (Special Olympics)
- Judo
- Kanusport (Special Olympics) als Demonstrationssportart
- Kraftdreikampf (Special Olympics)
- Pitch & Putt
- Roller Skating (Special Olympics)
- Segeln (Special Olympics)
- Volleyball (Special Olympics)
- Tischtennis (Special Olympics)
- Tennis (Special Olympics)
- MATP (Motor Activity Training Program)

## Teilnehmer
Zu den Spielen reisten etwa 7.000 Athleten aus 160 Ländern (nach einer anderen Quelle: 166 Ländern) an, dazu 2.000 Trainer und 28.000 Familienangehörige. Vor Ort sorgten 30.000 Freiwillige für das Gelingen der Veranstaltung. Sie war die weltweit größte im Jahr 2003 und das größte Sport- oder Kulturereignis, das je in Irland stattfand. Zu den Spielen kamen 500.000 Besucher.
Die deutsche Delegation bestand aus 267 Athleten. Erstmals nahmen Delegationen aus dem Kosovo und aus Nigeria an Special Olympics World Games teil.
Eine zwölfköpfige Delegation aus dem Irak erhielt trotz des fortgesetzten Krieges nach der Invasion von 2003 die Erlaubnis, an den Spielen teilzunehmen. Irland entsandte ein Team mit Athleten aus der Republik Irland und Nordirland. Athleten aus Taiwan nahmen unter dem Namen Chinesisches Taipei.
Die folgenden Teams, gruppiert nach Special-Olympics-Regionen, nahmen teil:
| Afrika (32 Delegationen) | Afrika (32 Delegationen) | Afrika (32 Delegationen) |
| --- | --- | --- |
| - Benin - Botswana - Burkina Faso - Kamerun - Zentralafrikanische Republik - Tschad - Elfenbeinküste - Demokratische Republik Kongo - Gabun - Gambia - Ghana                                                                            | - Guinea - Kenia - Lesotho - Malawi - Mali - Mauritius - Namibia - Niger - Nigeria - Réunion - Ruanda | - Senegal - Seychellen - Sierra Leone - Südafrika - Eswatini - Tansania - Togo - Uganda - Sambia - Simbabwe |
| Pazifisches Asien (15 Delegationen) | | |
| - Afghanistan - Samoa - Australien - Bangladesch - Guam | - Indien - Indonesien - Japan - Malaysia - Nepal | - Neuseeland - Pakistan - Philippinen - Singapur - Thailand |
| Ostasien (5 Delegationen) | | |
| - Volksrepublik China - Chinesisch Taipeh | - Hongkong - Macau | - Südkorea |
| Europa und Eurasien (56 Delegationen) | | |
| - Andorra - Armenien - Österreich - Aserbaidschan - Belarus - Belgien - Bosnien und Herzegowina - Bulgarien - Kroatien - Zypern - Tschechien - Dänemark - Estland - Färöer - Finnland - Frankreich - Georgien - Deutschland - Gibraltar | - Vereinigtes Königreich - Griechenland - Ungarn - Island - Irland - Isle of Man - Israel - Italien - Kasachstan - Kosovo - Kirgisistan - Lettland - Liechtenstein - Litauen - Luxemburg - Nordmazedonien - Malta - Moldau | - Monaco - Niederlande - Norwegen - Polen - Portugal - Rumänien - Russland - San Marino - Serbien und Montenegro - Slowakei - Slowenien - Spanien - Schweden - Schweiz - Tadschikistan - Türkei - Turkmenistan - Ukraine - Usbekistan |
| Lateinamerika (16 Delegationen) | | |
| - Bolivien - Brasilien - Chile - Costa Rica - Kuba | - Dominikanische Republik - Ecuador - El Salvador - Guatemala - Honduras - Panama | - Paraguay - Peru - Puerto Rico - Uruguay - Venezuela |
| Mittlerer Osten und Nordafrika (18 Delegationen) | | |
| - Algerien - Bahrain - Ägypten - Iran - Irak - Jordanien | - Kuwait - Libanon - Libyen - Mauretanien - Marokko - Palästina | - Katar - Saudi-Arabien - Sudan - Syrien - Tunesien - Jemen |
| Nordamerika (20 Delegationen) | | |
| - Aruba - Bahamas - Barbados - Bermuda - Bonaire - Kanada - Cayman Islands | - Curaçao - Guadeloupe - Guyana - Jamaika - Martinique - Mexiko | - St. Kitts und Nevis - St. Lucia - St. Vincent und die Grenadinen - Suriname - Trinidad und Tobago - Vereinigte Staaten - Amerikanische Jungferninseln                                                                               |

## Programm
Neben den Wettkämpfen, der Eröffnungs- und der Schlussfeier gab es ein umfangreiches Programm, unter anderem:

### Weltjugendgipfel / Global Youth Summit
Bei diesem Treffen kommen Jugendliche mit und ohne Beeinträchtigung zu einem Gedankenaustausch zusammen. Das erste Treffen dieser Art hatte 2001 bei den Special Olympics World Winter Games stattgefunden und wurde über Nickelodeon Television (Nick News) ausgestrahlt. Beim zweiten Global Youth Summit, der bei den Spielen 2003 veranstaltet wurde, traten Stars wie z. B. Nelson Mandela, Colin Farrell und Maria Shriver auf. Die Veranstaltung wurde in Großbritannien über MTV ausgestrahlt.

### Familienforum / Family Forum
Dieses Programm richtet sich an die Familienangehörigen der Athleten. Sie sollen mehr über die Aktivitäten von Special Olympics erfahren und ein Netzwerk von Freunden und Helfern aufbauen.

### Healthy Athletes Screenings
Hier beraten Ärzte die Athleten in Gesundheitsfragen und führen Untersuchungen durch. Bereiche sind zum Beispiel Sehkraft, Zahngesundheit oder Physiotherapie. Screenings hatten in der Vergangenheit einen deutlichen positiven Einfluss auf die Gesundheit von Sportlern, da bislang unbehandelte Krankheiten festgestellt wurden und dann behandelt werden konnten.

### Wissenschaftliches Symposium
In Belfast fand im Rahmen der Spiele ein wissenschaftliches Symposium statt. In diesem Rahmen wurde die bislang umfassendste Studie zur Erfassung von Einstellungen gegenüber Menschen mit geistiger Beeinträchtigung vorgestellt.

## Budget
Die Finanzierung eines Betrages von 34 Millionen Euro erfolgte über Zuwendungen von Sponsoren (unter anderem die Bank of Ireland und Toyota) und Regierung. Zusätzlich wurden 23 Millionen Euro an Sachleistungen und Dienstleistungsspenden eingeworben.

## Maskottchen und Motto
Das Motto lautete Share the Feeling.

## Nachwirkung

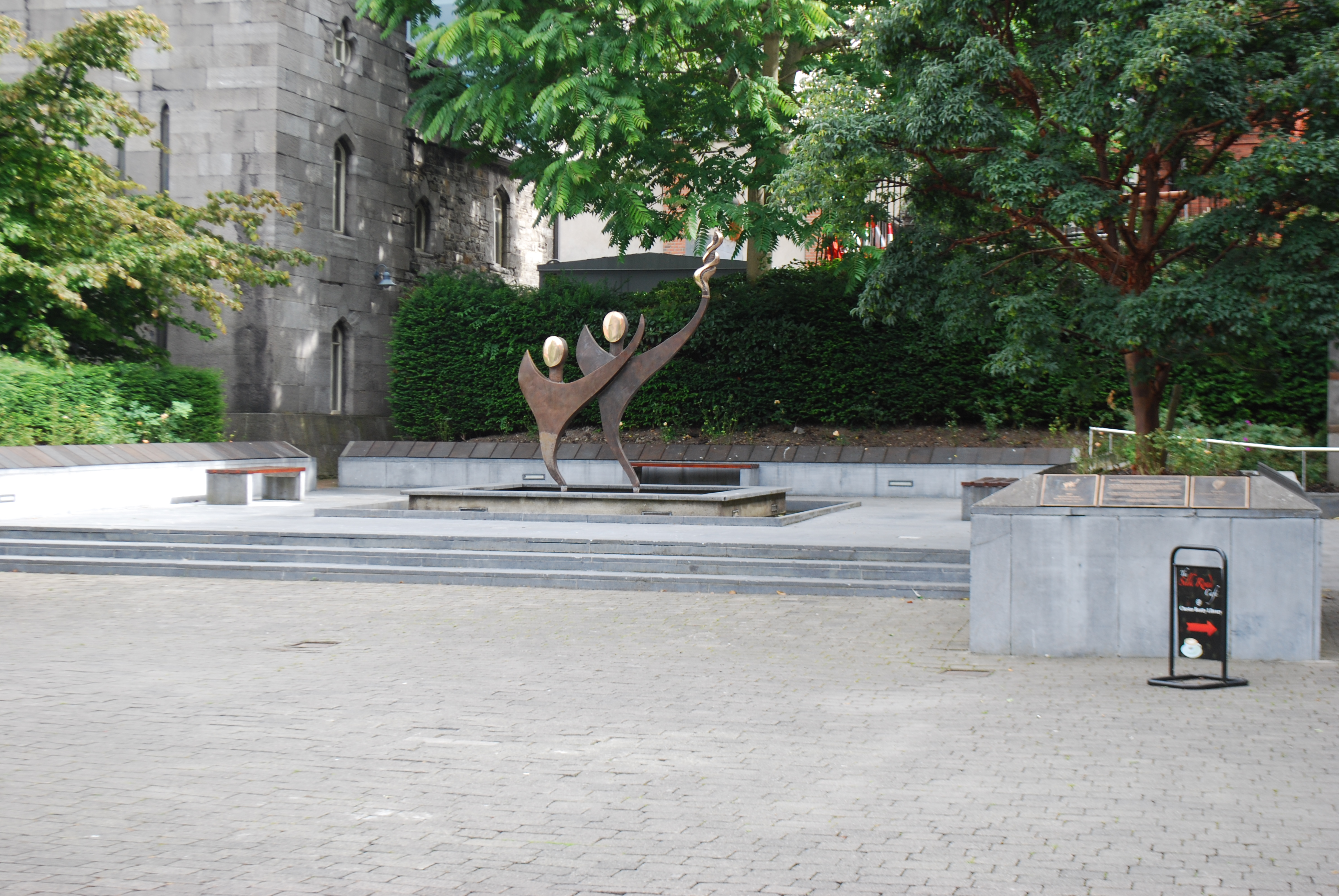
Skulptur von John Behan zur Erinnerung an die Spiele

Irland gab zur Erinnerung an die Spiele am 15. März 2003 eine 5-Euro-Gedenkmünze und eine 10-Euro-Gedenkmünze aus. Von der 5-Euro-Münze wurden 60.000 Exemplare geprägt, von der 10-Euro-Münze 30.000.
Der irische Bildhauer John Behan entwarf für die Spiele eine Skulptur. Sie besteht aus zwei stilisierten Personen mit der Olympischen Flamme, dem Logo der Special Olympics World Summer Games 2003. Um die Skulptur herum befinden sich 137 Bronzetafeln mit den Namen der 7.000 Athleten. Die Einweihung fand am 8. Dezember 2003 statt. Das Kunstwerk steht in den Dubhlinn Gardens.